# سوردولیکا
سوردولیکا (به صربی: Surdulica) یک روستا در صربستان است که در صربستان جنوبی و شرقی واقع شده‌است. سوردولیکا ۵۲۶ متر بالاتر از سطح دریا واقع شده‌است.